# Nizina Śląska

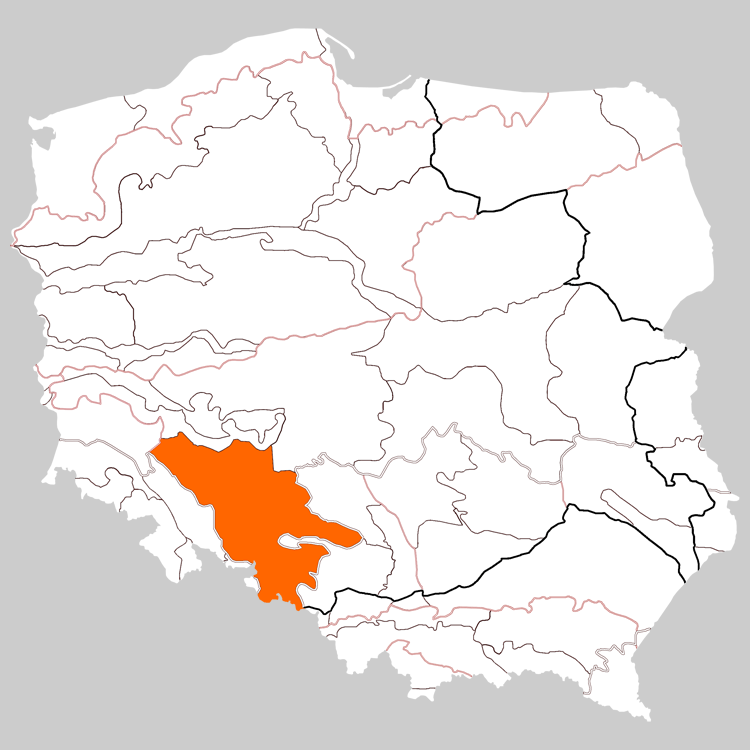
Lage der Region Nizina Śląska in Polen

Die Nizina Śląska (deutsch: Schlesische Tiefebene oder Schlesische Tieflandsbucht) mit der Nummer 318.5 der Geomorphologischen Einteilung Polens ist eine Makroregion im südwestlichen Polen und kleine Teile liegen im nördlichsten Teil Tschechiens. Nizina Śląska ist die wärmste Gegend Polens. Sie gehört zur Metaregion Pozaalpejska Europa Środkowa.

## Geographie

### Abgrenzung
Im Süden wird die Nizina Śląska von Ausläufern des Sudeten-Gebirgszugs, das zwischen Schlesien und Böhmen liegt und das Erzgebirge mit den Karpaten verbindet, begrenzt. Im Südosten liegt das Ostrauer Becken, ein Talkessel in Schlesien am Fuße der Beskiden. Die östliche Nachbarregion ist Wyżyna Śląsko-Krakowska (Schlesisch-Krakauer Hochland). Im Norden liegt der polnische Teil des Südlichen Landrückens, einer Hügellandschaft in Deutschland und Polen. Die westliche Begrenzung ist Nizina Śląsko-Łużycka (Sächsisch-Lausitzer Tiefebene). Die Seehöhe liegt zwischen 100 und 260 Meter Höhe über dem Meeresspiegel und die Größe der Ebene beträgt ungefähr 13.000 Quadratkilometer.

### Gewässer
Das wichtigste Gewässer ist die Odra (Oder), ein mitteleuropäischer Strom. Zu den in der Region liegenden Zuflüssen der Odra gehören auf der linken Seite Osobłoga (Hotzenplotz), Nysa Kłodzka (Glatzer Neiße), Oława (Ohle/Olau/Ohlau/Ola/Olow), Ślęza (Lohe), Bystrzyca (Schweidnitzer Weistritz) und Kaczawa (Katzbach). Zuflüsse der rechten Seite sind Mała Panew (Malapane), Stobrawa (Stober) und Widawa (Weide).

### Orte
Die wichtigste Städte in der Nizina Śląska sind:
- Wrocław (Breslau)
- Opole (Oppeln)
- Kędzierzyn-Koźle (Kandrzin-Cosel)
- Racibórz (Ratibor)
- Nysa (Neisse)
- Oleśnica (Oels)
- Brzeg (Brieg)
- Oława (Ohlau)
- Lubliniec (Lublinitz)
- Kluczbork (Kreuzburg)
- Prudnik (Neustadt)
- Pyskowice (Peiskretscham)
- Namysłów (Namslau)
- Krapkowice (Krappitz)
- Jelcz-Laskowice (Jeltsch-Laskowitz).

## Flora und Fauna
Die Nizina Śląska weist günstige Bedingungen und gute Böden auf, wodurch große Gebiete als Ackerland genutzt werden, weite Ebenen wachsen als Wiesen. Auf den sandigen Böden sowie den Schwemmkegeln der Flüsse aus den Sudeten kommen Waldgebiete vor. In den Waldgebieten des knapp 257 Meter über dem Meeresspiegel liegenden Katzengebirge (ein Bergrücken) gibt es Buchen, Gemeine Fichten und Bergpflanzen wie Silberdistel oder Steife Segge. Das Katzengebirge ist zudem die Grenze des Vorkommens von Grau-Erle und Weiß-Tanne.
Am Flusslauf der Odra (Oder) finden sich spezifische Wälder, dort wachsen Weiden und gewisse Nussbäume.

## Klima
Eine Besonderheit der Nizina Śląska ist die relativ hohe Mittlere Jahrestemperatur. Die Winter und Frühjahre sind relativ kurz; die Sommer sind die wärmsten und längsten in ganz Polen. Es gibt 220 Vegetationstage (Tage mit Temperaturen über fünf Grad Celsius), dies ist ebenfalls die höchste Anzahl in Polen. Der Grund für das warme Mikroklima sind die Sudeten als Wetterscheide. Wegen der Südwest-Winde sinken Luftfeuchtigkeit und Bewölkung, wodurch die Temperaturen steigen. Bei Nordost-Wind steigt die Zahl der Stürme und die Niederschlagsmenge.

## Unterteilung
Nizina Śląska wird in folgende neun Regionen unterteilt (Nummerierung gemäß der Geomorphologischen Einteilung Polens):
1. 318.51: Wysoczyzna Rościsławska (Riemberger Hochebene)
2. 318.52: Pradolina Wrocławska (Breslauer Urstromtal)
3. 318.53: Równina Wrocławska (Breslauer Ebene)
4. 318.54: Dolina Nysy Kłodzkiej (Glatzer Neiße-Tal)
5. 318.55: Równina Niemodlińska (Falkenberger Ebene)
6. 318.56: Równina Oleśnicka (Oelser Ebene)
7. 318.57: Równina Opolska (Oppeln-Ebene)
8. 318.58: Płaskowyż Głubczycki (Leobschützer Lößhügelland)
9. 318.59: Kotlina Raciborska (Ratiborer Becken)

### Wysoczyzna Rościsławska
Dies ist der nordwestliche Teil der Nizina Śląska und liegt zwischen Wrocław (Breslau) und der Pradolina Wrocławska in dem Trebnitzer Katzengebirge (Wzgórza Trzebnickie).

### Pradolina Wrocławska
Die Pradolina Wrocławska liegt auf einer Länge von 100 Kilometern zwischen Raciborska Tal und dem Katzengebirge.

### Równina Wrocławska
Die Równina Wrocławska (Breslauer Ebene) ist eine relativ große Ebene zwischen der Pradolina Wrocławska und dem Sudeten-Gebirge und wird in drei kleinere Regionen unterteilt:
1. Wysoczyzna Średzka (Neumarkter Tiefland)
2. Równina Kącka (Kanther Becken)
3. Równina Grodkowska (Grottkauer Ebene)

### Dolina Nysy Kłodzkiej
Das Dolina Nysy Kłodzkiej erstreckt sich parallel zur Pradolina Wrocławska und vom Paczkowski im Nordosten.

### Równina Niemodlińska
Die Ebene Równinę Niemodlińską liegt in der Gabelung von Odra (Oder) und Nysa Kłodzka (Glatzer Neiße) und grenzt im Süden an das Kotlina Raciborska (Ratiborer Becken) und das Ziegenhalser Plateau.

### Równina Oleśnicka
Die Równina Oleśnicka, eine Moränenebene, die in der Letzten Kaltzeit entstand, liegt auf der östlichen Seite des Oder-Stobrawa-Widawa Beckens und gehört zu den fruchtbarsten Regionen der Nizina Śląska.

### Równina Opolska
Die Równina Opolska umfasst den rechten Teil des Oder-Beckens und liegt südlich des Stobrawa-Tales und der Malapane. Dazwischen gibt es große Sanddünen, die durch Nadelwäldern abgedeckt sind. In der Nähe von Opole (Oppeln) finden sich Kalkablagerungen.

### Płaskowyż Głubczycki
Das Płaskowyż Głubczycki ist ein leicht gewelltes Hochland über Löss auf ungefähr 280 Meter über den Meeresspiegel, das von den linken Odra-Zuflüssen durchflossen wird und Tonablagerungen aus dem Miozän mit Gipsablagerungen auf der Oberfläche.

### Kotlina Raciborska
Das Kotlina Raciborska ist das südöstliche Teil der Nizina Śląska und ist vorrangig mit Sand gefüllt. Im nördlichen Teil des Beckens fließt der Kanał Gliwicki (Gleiwitzer Kanal), der zwischen 1934 und 1939 an Stelle des alten Kanał Kłodnicki (Klodnitzkanal) errichtet wurde – dieser wiederum war 1792 bis 1812 angelegt worden.